# Dolmen de la Pierre-Folle (Luçay-le-Libre)
Pour les articles homonymes, voir Pierre Folle.
Le dolmen de la Pierre-Folle ou des Pierres-Folles, également appelé dolmen du Creuset, est un dolmen situé sur le territoire de la commune de Luçay-le-Libre dans le département français de l'Indre.

## Description
Le dolmen est orienté sud-ouest/nord-est avec une ouverture à au sud-ouest. Il est composé d'une table de couverture, de 3,2 m de long et 2,7 m de largeur pour une épaisseur de 0,9 m, reposant sur trois blocs couchés au sol. Dans cette configuration, la chambre funéraire est particulièrement réduite. Sur une représentation donnée par Ludovic Martinet datée de 1878, la table semble supportée par deux des trois blocs mais il pourrait s'agir d'un parti pris esthétique.
Les dalles sont en grès provenant de Graçay alors que la roche locale est de nature calcaire.